# Костёл Святого Казимира (Столбцы)
Костёл Святого Казимира (бел. Касцёл Святога Казіміра) — кирпичный католический храм в городе Столбцы Минской области Белоруссии.

## История
Приход существует с 1624 года. Основан доминиканцами. Старый костёл был построен в 1673 году. Она была разрушена в 1958 году, и по свидетельствам, фундамент церкви и часть крипты находятся под стадионом средней школы № 2 города Столбцы.
С 1996 года строится новый комплекс, действует часовня.

## Галерея

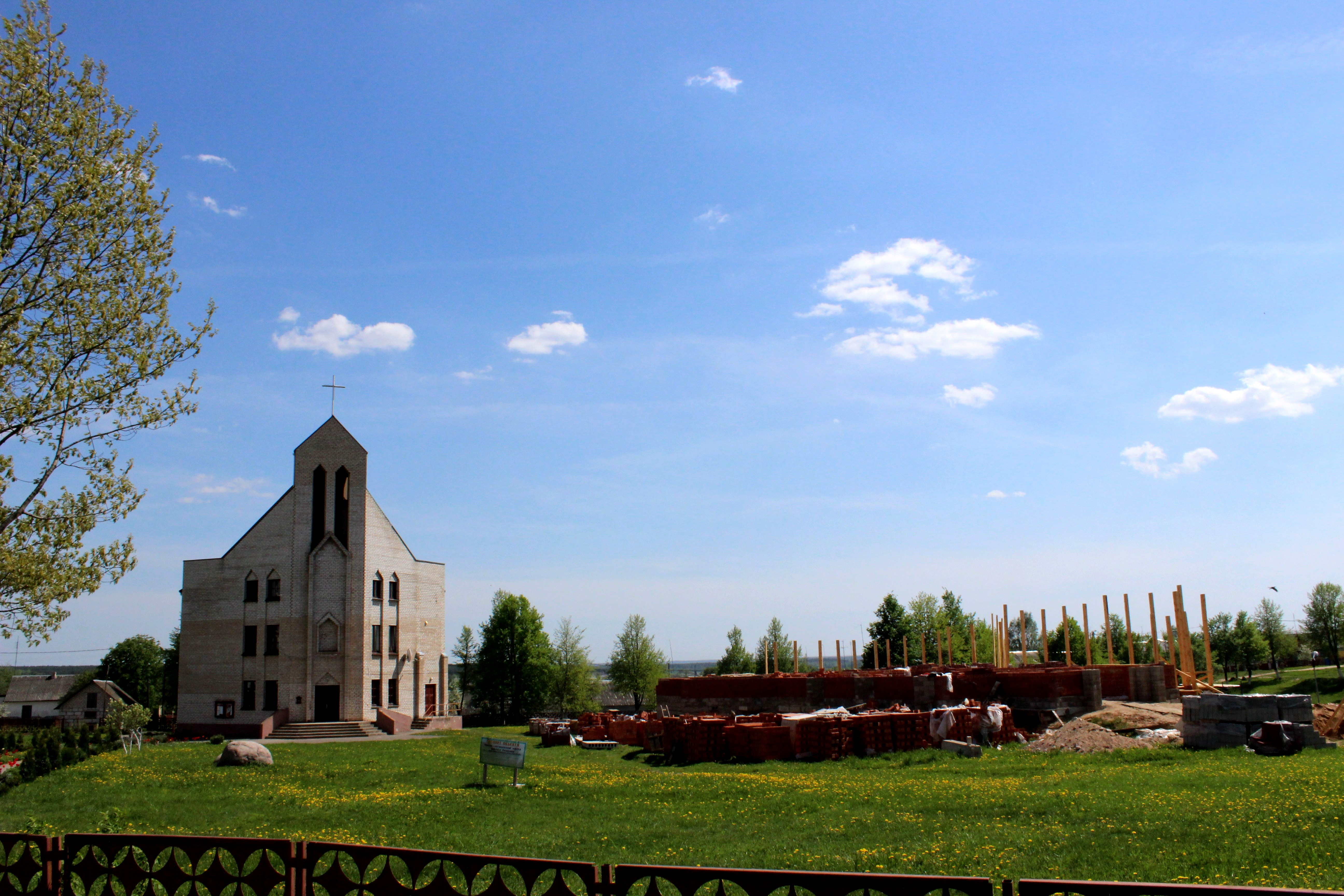
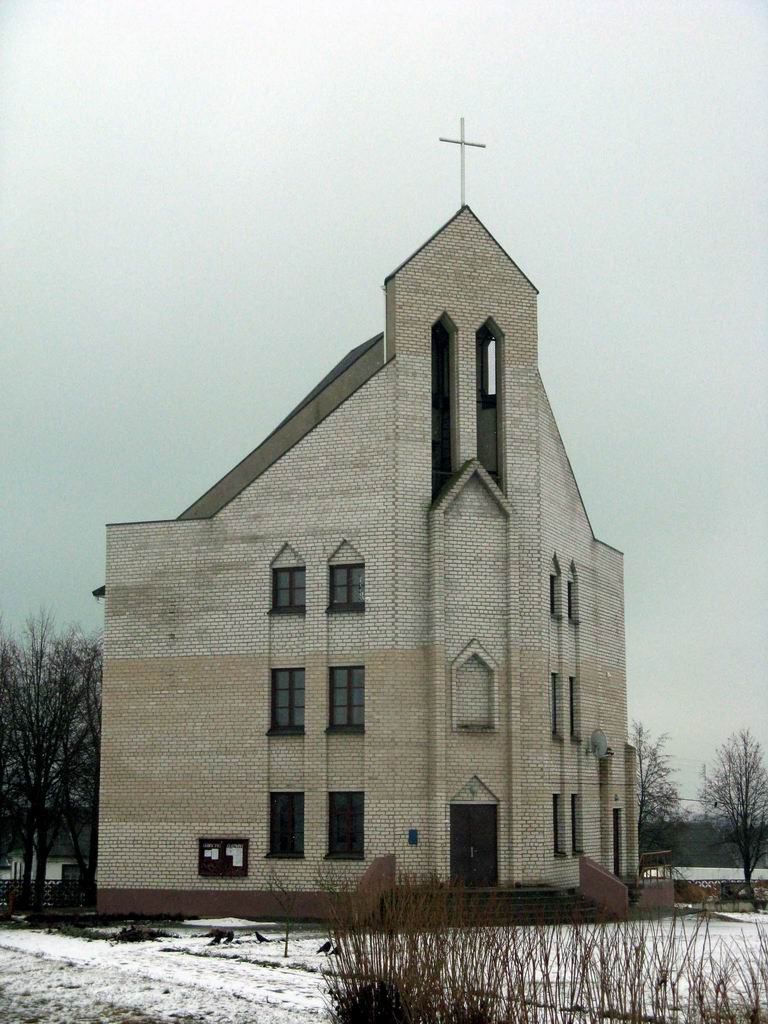